# فرانسيسكو سيغالا
فرانسيسكو سيغالا (بالإسبانية: Francisco Segalá)‏ هو سبّاح إسباني راحل، مثّل بلاده في الألعاب الأولمبية الصيفية 1928.

## روابط خارجية
فرانسيسكو سيغالا على موقع أوليمبيديا (الإنجليزية)